# Гельцер, Екатерина Васильевна
Екатери́на Васи́льевна Ге́льцер (1876—1962) — русская и советская балерина, крупнейшая «звезда» советского балета 1920-х годов. Народная артистка Республики (1925). Заслуженный артист Республики (1921).

## Биография
Родилась 2 (14) ноября 1876 года в Москве в артистической семье. Отец — Василий Гельцер, артист балета Большого театра; дядя — Анатолий Гельцер — театральный художник. В 1894 году по окончании Московской балетной школы работала в Большом театре. В 1896—1898 годах выступала на сцене Мариинского театра. Танцевала во многих постановках балетмейстера М. И. Петипа, что наложило большой отпечаток на творчество балерины.
С 1898 по 1935 год Гельцер выступала на сцене Большого театра. С 1910 года — в составе антрепризы С. П. Дягилева принимала участие в гастрольных поездках за рубеж.
После Октябрьской революции 1917 года, когда почти всё звезды русского балета эмигрировали в Европу, она оказалась в положении «настоящей хозяйки Большого театра». Балерина первой из артистов балета удостоилась звания «народной артистки». В околотеатральных кругах первенствующее положение столь возрастной балерины объясняли особым благоволением к ней со стороны народного комиссара просвещения Луначарского.
В 1902—1910-х годах супругом Гельцер был её многолетний партнёр по сцене — Василий Тихомиров. В замужестве носила фамилию Тихомирова. Их творческий тандем сохранился и после того, как семья распалась. «И хотя у Тихомирова была новая семья, для балерины стало естественным ежедневно беспокоиться о нём, звонить по телефону».
Сценическая манера Екатерины Гельцер представляла собой синтез безукоризненной техники исполнения, музыкальности, выразительности танца с повышенным вниманием к внутренней жизни сценического образа. Огромный успех имела 50-летняя Гельцер в первом советском балете «Красный мак».
По официальной версии детей у Гельцер не было.
В 1930-х годах Гельцер гастролировала по СССР. Её последние выступления состоялись в весьма преклонном возрасте, в 1942—1944 годах. Позже она работала как педагог-консультант. Игорь Моисеев вспоминал о начале своей карьеры в Большом театре:
Хоть Тихомиров и был хозяин театра, но прима-балерина Екатерина Васильевна Гельцер была хозяйкой Тихомирова. К этому времени Гельцер была немолода и очень тяжела, поднимать её мог только Иван Смольцов. Но и тот сорвал на ней себе спину. А Гельцер был нужен кавалер для гастролей. И тогда кто-то ей посоветовал: «Попробуйте Моисеева, он спортсмен, он сильный». <...> Мне всё это очень не нравилось, я был как бы на услугах. Однажды, помню, шла «Вакханалия» Сен-Санса — я подхватываю Гельцер на руки, начинаю кружить, кружить, кружить и... у меня уже перепуталось все — где зал, где задник, я бегу прямо на темные кулисы, а сзади них — стена, и с разбега я её брякаю об стену.
Екатерина Гельцер жила в Москве в доме артистов Московского Художественного театра.

Могила Е. В. Гельцер на Новодевичьем кладбище

Скончалась 12 декабря 1962 года. Похоронена в Москве на Новодевичьем кладбище (участок № 3).

## Репертуар
- «Раймонда» А. К. Глазунова, постановки 1900, 1908 и 1918 годов (в версии 1900 года не первая исполнительница) — Раймонда, Панадерос
- 1910 — «Саламбо» А. Ф. Арендса — Саламбо
- 1927 — «Красный мак» Р. М. Глиэра — Тао Хоа
- «Спящая красавица» П. И. Чайковского — Аврора, фея Кандид, Фея бриллиантов,  Белая кошечка
- «Лебединое озеро» П. И. Чайковского — Одетта—Одиллия
- «Эсмеральда» Ц. Пуни — Эсмеральда
- «Конёк-горбунок» Ц. Пуни — Царь-девица, Фреска
- 1912 — «Корсар» А. Адана — Медора
- «Тщетная предосторожность» П. Л. Гертеля — Лиза
- «Коппелия» — Работа
- «Дочь Микадо» — Осень, царевна О-Иоша
- «Волшебный башмачок» — Золушка
- «Наяда и рыбак» — Наяда
- «Привал кавалерии» — Тереза
- «Баядерка» — Никия
- «Щелкунчик» — фея Драже
- «Жизель» — Мирта
- «Дочь Гудулы» — Венера
- «Дон Кихот» — Китри, Мерседес
- «Дочь фараона» — Бинт-Анта
- «Звезды» — Клермонт
- «Волшебное зеркало» — Принцесса
- «Золотая рыбка» — Золотая рыбка
- «Сильфида» — Сильфида

## Фильмография
В 1913 году Екатерина Гельцер снялась в фильмах-балетах студии «Братьев Пате» «Коппелия» (Франц — Леонид Жуков, Коппелиус — Владимир Рябцев) и «Вакханалия» (танцы из оперы «Самсон и Далила»). Обе съёмки режиссёра Кая Ганзена были утрачены.

## Коллекция
Екатерина Гельцер обладала значительной коллекцией произведений искусства. Её ценность была столь высока, что в 1941 году, когда фронт приближался к Москве, решением Комитета по делам искусств при Совмине СССР собрание было включено в число наиболее значимых личных коллекций и подлежало эвакуации в тыл наряду с коллекциями государственных музеев.

## Награды и премии
- Сталинская премия первой степени (1943) — за многолетние выдающиеся достижения[10]
- народная артистка Республики (1925)
- Заслуженный артист Республики (март 1921)[11]
- орден Ленина (02.06.1937) — за выдающиеся заслуги в деле развития оперного и балетного искусства
- орден Трудового Красного Знамени (27.05.1951)[12]
- медали

## Память
- В Москве в 1964 году на фасаде здания (Брюсов переулок, дом № 17), где в последние годы жила Е. В. Гельцер, в её честь была установлена мемориальная доска (скульптор А. В. Пекарев[13][14], архитектор Г. П. Луцкий).

### В мемуарной литературе
- Гоголева Е.Н. На сцене и в жизни. — 2-е изд., испр. и доп. — М.: Искусство, 1989. — С. 96—100. — 297 с. — (Театральные мемуары). — 30 000 экз. — ISBN 5210003736.
- Холфина С.С. Вспоминая мастеров московского балета… — М.: Искусство, 1990. — С. 110—136. — 377 с. — (Театральные мемуары). — 30 000 экз. — ISBN 5210003728.